# SMS-повістка
SMS-повістка — судова повістка, повідомлення про виклик до суду, що надсилається учаснику судового процесу у вигляді SMS-повідомлень, за його заявою.
Надсилання SMS-повісток здійснюється судами згідно "Порядку надсилання судових повісток, повідомлень і викликів учасникам судового процесу в електронній формі" від 23 січня 2023 року № 28

## Процедура отримання SMS-повістки
Для отримання судової повістки в формі SMS-повідомлення учаснику судового процесу потрібно подати до суду заявку про отримання судової повістки 
Зразки подачі заяви:
- зразок заяви закріплений згідно Порядку;

- зразок заяви з сайту Судова Влада України.

SMS-повістка може бути надіслана класичним SMS-повідомленням чи на месенджери (наприклад Viber). З точки зору економії бюджетних коштів в Порядку закріплено пріоритетне відправлення повідомлення на месенджери.
Судова повістка буде надсилатися учаснику судового процесу, який подав відповідну заявку до суду, на його номер мобільного телефону, вказаний в такій заяві.
Текст повістки може бути сформований за допомогою транслітерації українського алфавіту латиницею.

SMS-повідомлення від суду надходять до абонентів мобільних операторів (Київстар, МТС, Life) під коротким альфанумеричним ім'ям SUDPOVISTKA (замість номера телефону відправника). Для абонентів CDMA операторів (PEOPLEnet та Интертелеком) SMS-повідомлення від суду надходять під коротким номером 4116.

## Альтернативні способи
Альтернативні способи отримання інформації про час та місце судового засідання:
- за допомогою сайту Судова влада України, здійснивши онлайн пошук по прізвищу чи інших даних в категорії Список судових справ, призначених до розгляду чи Стан розгляду справ;
- отримання повістки поштовим зв'язком;
- отримання інформації в канцелярії суду;